# Lichnochromis acuticeps
Lichnochromis acuticeps е вид лъчеперка от семейство Цихлиди (Cichlidae), единствен представител на род Lichnochromis.

## Разпространение
Видът е разпространен в Малави, Мозамбик и Танзания.